# Paschtunisierung

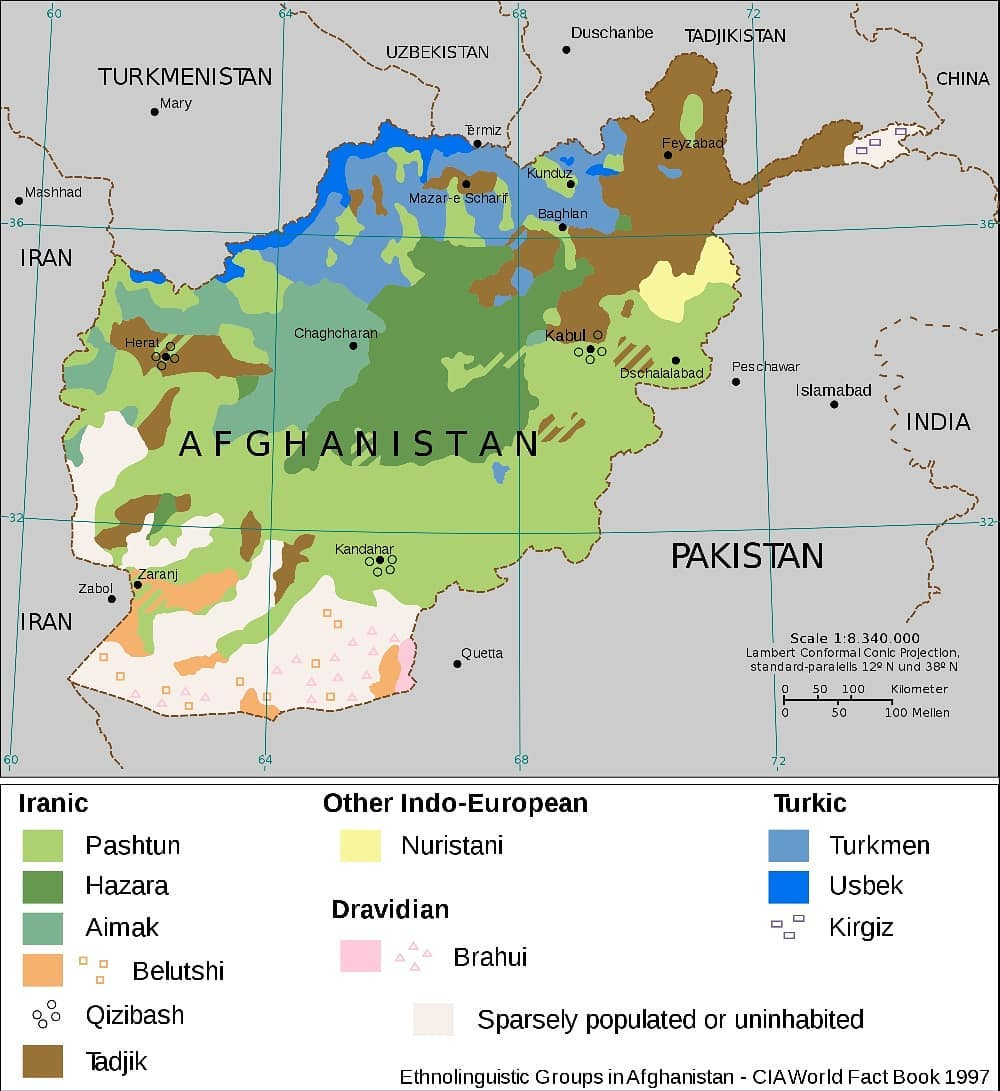
Ethnische Karte von Afghanistan.
Die paschtunischen Exklaven (z. B. die Mehrheit in Kundus) sind Folgen der Paschtunisierung. Es wurden gezielt Paschtunen in Nordafghanistan gesiedelt. Umgekehrt werden Minderheiten in Paschtunengebiete umgesiedelt, damit sie die paschtunische Sprache und Kultur annehmen und ihre eigene vernachlässigen.

Als Paschtunisierung (Pashtu: پښتون‌ جوړونه), auch Afghanisierung oder Pathanisierung genannt, wird der Prozess bezeichnet, die paschtunische Sprache und Kultur zur dominierenden Sprache bzw. Kultur in einer Region zu machen. Dazu werden nicht-paschtunische Völker durch Umsiedlungen, Unterdrückung oder zwanghaften Schulunterricht auf Paschtu dazu bewegt, paschtunisch zu werden. Die Paschtunisierung findet überwiegend in Afghanistan statt und betrifft die Minderheiten (Tadschiken, Hazara, Usbeken usw.). Ähnliche Prozesse von Assimilation und völkischem Nationalismus fanden oder finden auch in den Nachbarstaaten statt, z. B. die Usbekisierung in Usbekistan oder die Persianisierung im Iran und Tadschikistan.

## Geschichte in Afghanistan
Die Paschtunisierung begann im Wesentlichen mit der Gründung Afghanistans im 18. Jahrhundert und nahm mit der Zeit an Fahrt auf. Paschtunen wurde empfohlen, sich im persisch dominierten, fruchtbaren Norden niederzulassen. Inzwischen machen Paschtunen in Kundus und der Umgebung die Mehrheit aus, obwohl diese Region weit entfernt von den Paschtunengebieten (Paschtunistans) ist. Hingegen wurden Minderheiten wie Tadschiken und Usbeken in den Paschtunengebieten angesiedelt, um die paschtunische Sprache und Kultur anzunehmen. Dies ist ein Prozess, der bis heute anhält.
Ende des 19. Jahrhunderts wurden die Hazara verfolgt, sodass viele nach Quetta (heute Pakistan) und Chorasan (Iran) flüchteten. Auch unter Muhammed Nadir Schah im 20. Jahrhundert gab es politische Maßnahmen. Beispielsweise haben viele Aimaken in der Provinz Ghor Paschtu statt Aimaqi Persisch als Muttersprache angenommen und an Nachkommen weitergegeben. Viele kleinere Sprachen sind in dieser Zeit ausgestorben, da die Menschen nun Paschtu sprechen. Mit dem Aussterben der Sprache fehlt oft die Grundlage der ethnischen Identität. Viele, deren Vorfahren Paschai, Nuristani, Aimaken, Ormuri, Roma oder Paratschi waren, gelten heute als Paschtunen. Viele Völker und Sprachen sind daher vorm Aussterben bedroht. Beispiele sind Munji, Ormuri, Nuristani-Sprachen (Waigali u. a.), Pashai, Zebaki.

### Folgen für die afghanische Nation
Immer mehr Gebiete in Afghanistan sind paschtunisch geprägt. Fast überall auf dem Land machen Paschtunen die Mehrheit aus, selbst im persischsprachigen Norden. Nur in den Städten, im Nordwesten, in Hazaristan und kleinen Sprachinseln ist Persisch noch die wichtigste Sprache.
Aus paschtunischer Sicht hat die Paschtunisierung zur afghanischen Nation beigetragen. Da überall in Afghanistan Paschtunen leben, ist die paschtunische Kultur mehr im Land verbreitet. Jedoch hat sie dafür gesorgt, dass sich Tadschiken, Hazara, Aimaken und die Turkvölker gemeinsam gegen die Paschtunen verbündet haben.
Ethnischer Separatismus ist entstanden. Viele Turkmenen möchten ihre Siedlungsgebiete an Turkmenistan anschließen, Usbeken an Usbekistan. Die Hazara streben nach einem unabhängigen Hazaristan. Separatismus ist jedoch kaum noch möglich, da die Paschtunen überall in Afghanistan einen großen Bevölkerungsanteil ausmachen. Ethnische Konflikte spielen eine wichtige Rolle im Bürgerkrieg. Einige Bewohner Afghanistans fühlen sich unterdrückt und möchten nicht als „Afghanen“ (persisch für „Paschtunen“) bezeichnet werden. Eskaliert ist die Situation, als es elektrische Personalausweise mit dem Eintrag „Nationalität: Afghane“ geben sollte.

## Paschtunisierung in Pakistan
Paschtunische Separatisten, Lokalpolitiker und Islamisten versuchen in der Provinz Kyber Pakhtunkhwa eine paschtunische Nation aufzubauen und die Provinz an Afghanistan anzuschließen. Dabei werden Minderheiten wie die Kho, Hazara und Kalasha vernachlässigt und diskriminiert.